# زنان در پادشاهی ماد
پادشاهی ماد (۷۰۸–۵۵۰ پیش از میلاد) نخستین حکومت متمرکز ایرانی بود که جایگاه زنان در آن با تکیه بر یافته‌های باستان‌شناسی و منابع همسایگان (آشوری، اورارتویی، و متون هخامنشی) قابل بررسی است.

## جایگاه اجتماعی زنان
زنان در جامعه ماد در ساختار طبقاتی خاصی قرار داشتند و نقش‌های متفاوتی در خانواده و جامعه ایفا می‌کردند.
بر اساس یافته‌های باستان‌شناسی، برخی گورهای زنان حاوی اشیای ارزشمندی مانند جواهرات و ظروف تزئینی است که نشان‌دهنده جایگاه اجتماعی بالای آنان است.

#### زنان اشرافی
کشف گورهای مجلل در محوطه‌های سیلک (کاشان) و نوشیجان (همدان) با اشیایی مانند گردنبندهای طلایی، ظروف نقره‌ای، و مُهرهای حکاکی‌شده، نشانگر جایگاه برجسته زنان در خانواده‌ها است.
- منابع آشوری: کتیبه‌های سارگون دوم (۷۲۱–۷۰۵ پ. م) از نقش زنان مادی به عنوان واسطه در حل منازعات سیاسی یاد می‌کنند.
- مدارک باستان‌شناسی: گورستان قلایچی (بوکان) حاوی جواهراتی است که نشان می‌دهد زنان اشرافی در مراسم تشریفاتی شرکت می‌کردند.

#### زنان عادی
- فعالیت‌های اقتصادی: گزارش‌های گودین تپه (کرمانشاه) نشان می‌دهد زنان در تولید منسوجات، سفال، و کشاورزی مشارکت داشتند.
- مدارک گیاه‌باستان‌شناسی: بقایای غلات در باباجان تپه (لرستان) نشانگر نقش زنان در کشت گندم و جو است.

## نقش مذهبی
زنان در آیین‌های مذهبی مادها به عنوان کاهنه یا نیایشگر مشارکت داشتند.

## فعالیت اقتصادی
- مدیریت کارگاه‌ها: الواح گلی تخت جمشید به زنان مادی اشاره دارد که در کارگاه‌های نساجی شوش و اکباتان به عنوان مدیر فعالیت می‌کردند.
- تجارت: مهرهای استامپی کشف‌شده در زیویه (کردستان) نشان می‌دهد زنان در مبادلات تجاری نقش داشته‌اند.

## چالش‌های پژوهش
- کمبود منابع مکتوب: تنها ۳ اشاره مستقیم به زنان ماد در متون آشوری وجود دارد.
- تفسیر داده‌ها: برخی محققان معتقدند اشیای تدفینی لزوماً بازتاب زندگی روزمره نیستند.

## مقایسه با دیگر تمدن‌ها
- ایلام: برخلاف مادها، در ایلام زنان می‌توانستند به مقامات سیاسی بالایی دست یابند.[۱۴]
- اورارتو: نقش زنان در اورارتو بیشتر در حوزه مذهبی متمرکز بود.[۱۵]
- هخامنشیان: مشابه مادها، زنان در دوره هخامنشی در امور اقتصادی فعال بودند، اما اسناد بیشتری از آنان موجود است.[۱۶]

## جمع‌بندی
شواهد موجود نشان می‌دهد زنان در پادشاهی ماد در حوزه‌های اجتماعی، مذهبی، و اقتصادی نقش‌آفرینی می‌کردند. با این حال، فقدان منابع نوشتاری مستقیم و چالش‌های تفسیر داده‌های باستان‌شناسی، تحلیل جامع را دشوار می‌سازد.